# Plain English
Il termine inglese Plain English indica il comunicare (in lingua inglese) in modo chiaro, privo di termini tecnici evitabili, gerghi, forme di espressione di ristretta diffusione (slang, riferimenti a specifici sfondi storico-culturali), e quanto altro di difficile comprensione per un interlocutore comunque in grado di comprendere il significato letterale di quanto esposto. Come è ampiamente descritto nel corrispondente lemma in inglese , fin dagli anni '40 ci furono , nel mondo anglofono , iniziative volte a diffondere un uso della lingua più facilmente accessibile ai meno istruiti .
Tale forma di comunicazione viene anche indicata come layman's terms (lett. "termini laici"), con riferimento ad un linguaggio laico, inteso come comprensibile anche a chi esterno a cerchie particolari.
In modo leggermente svilente, si potrebbere indicare tale forma di comunicazione come l'esprimersi "in parole povere", senza cioè uso e soprattutto abuso di linguaggio ricercato, bensì nel modo più diretto e chiaro possibile.